# Діброва-1 (заповідне урочище)
Дібро́ва-1 — заповідне урочище місцевого значення в Україні. Об'єкт природно-заповідного фонду Волинської області. 
Розташоване в межах Луцького району Волинської області, неподалік від міста Ківерці, на північно-західній околиці села Діброва. 
Площа 65 га. Статус надано згідно з рішенням Волинської облради від 16.12.2003 року № 9/12. Перебуває у віданні філії «Ківерцівське лісове господарство», Ківерцівське л-во, кв. 140, 141, 151. 
Статус надано для збереження частини лісового масиву з цінним природним комплексом високобонітетних сосново-дубових насаджень із домішкою берези повислої, граба звичайного, черешні віком близько 80 років.
У трав'яно-чагарничковому ярусі зростають бореальні види: чорниця, щитник чоловічий, щитолисник звичайний, суниці лісові, дзвоники круглолисті, ожика волосиста та  неморальні види: купина запашна, перестріч гайовий.
Також трапляються лікарські рослини та рідкісні види, занесені до Червоної книги України: лілія лісова, осока затінкова – реліктовий центральноєвропейський вид осок на східній межі ареалу.
В урочищі різноманітна ентомо- і орнітофауна. Найпоширенішими, типовими для мішаних лісів є: синиця велика, дрізд чорний, вівчарик-ковалик, зяблик, повзик, костогриз, дрізд співочий, кропив'янка чорноголова, вивільга, сойка, дятел звичайний.

## Галерея

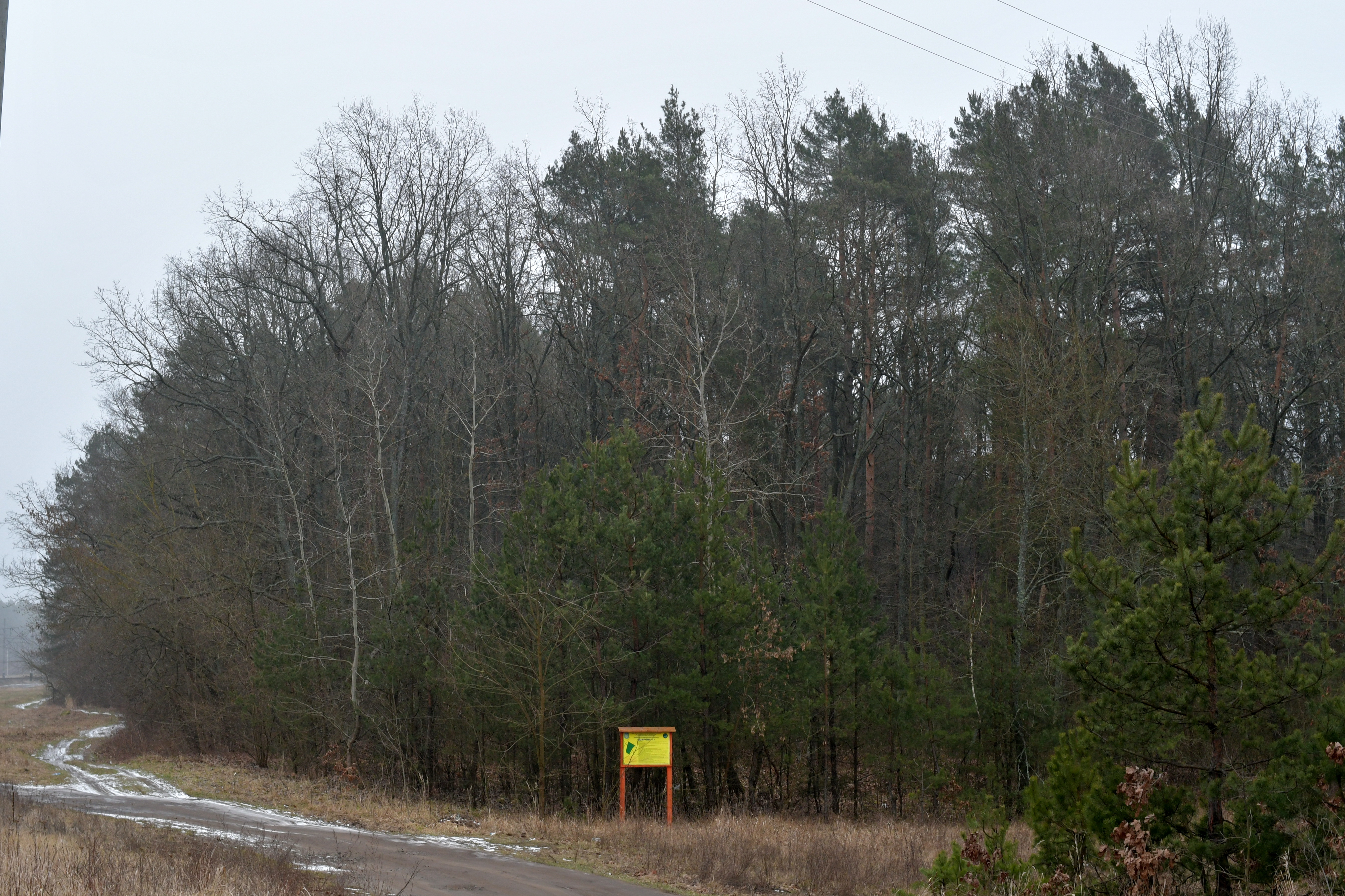
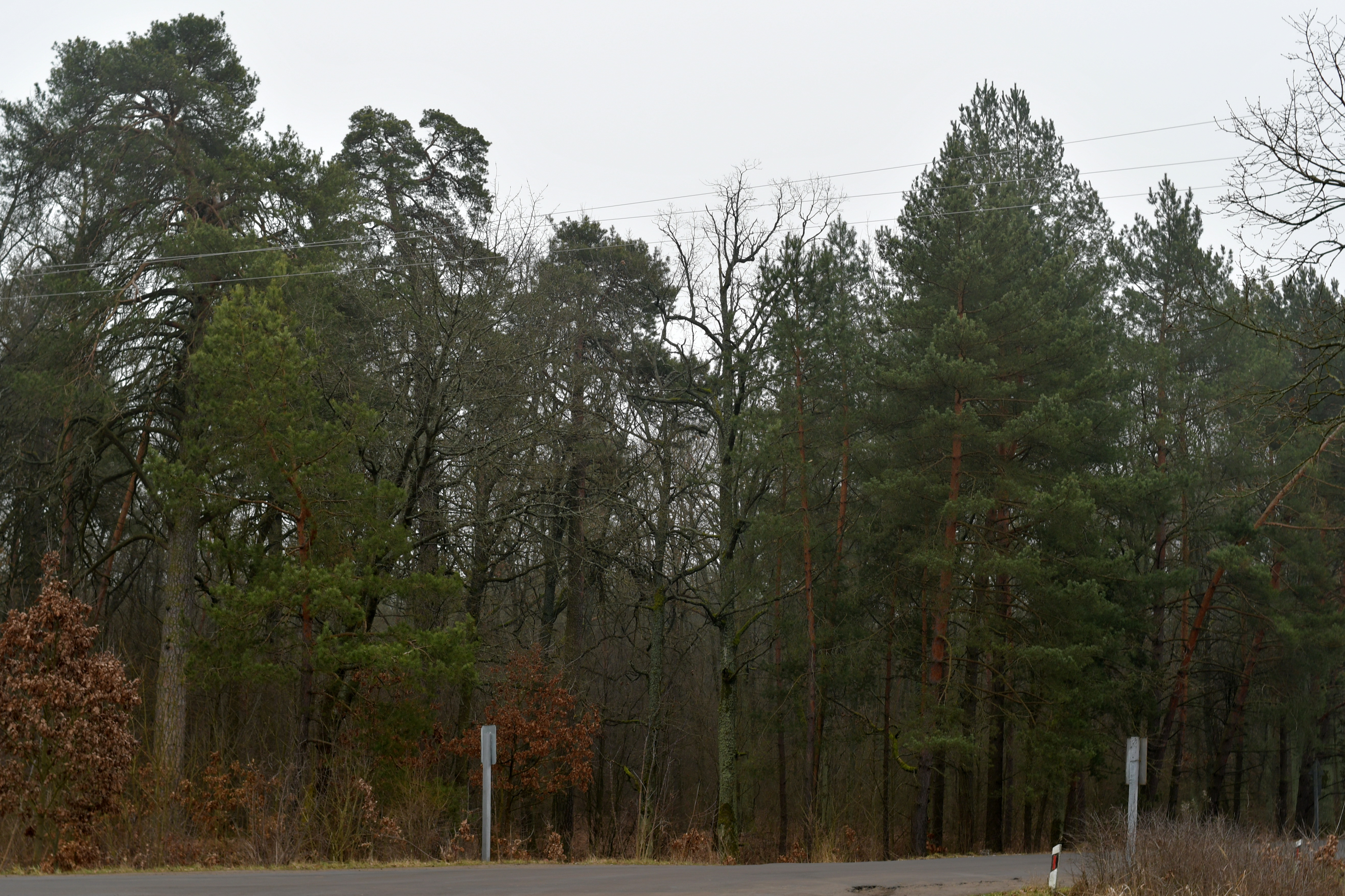
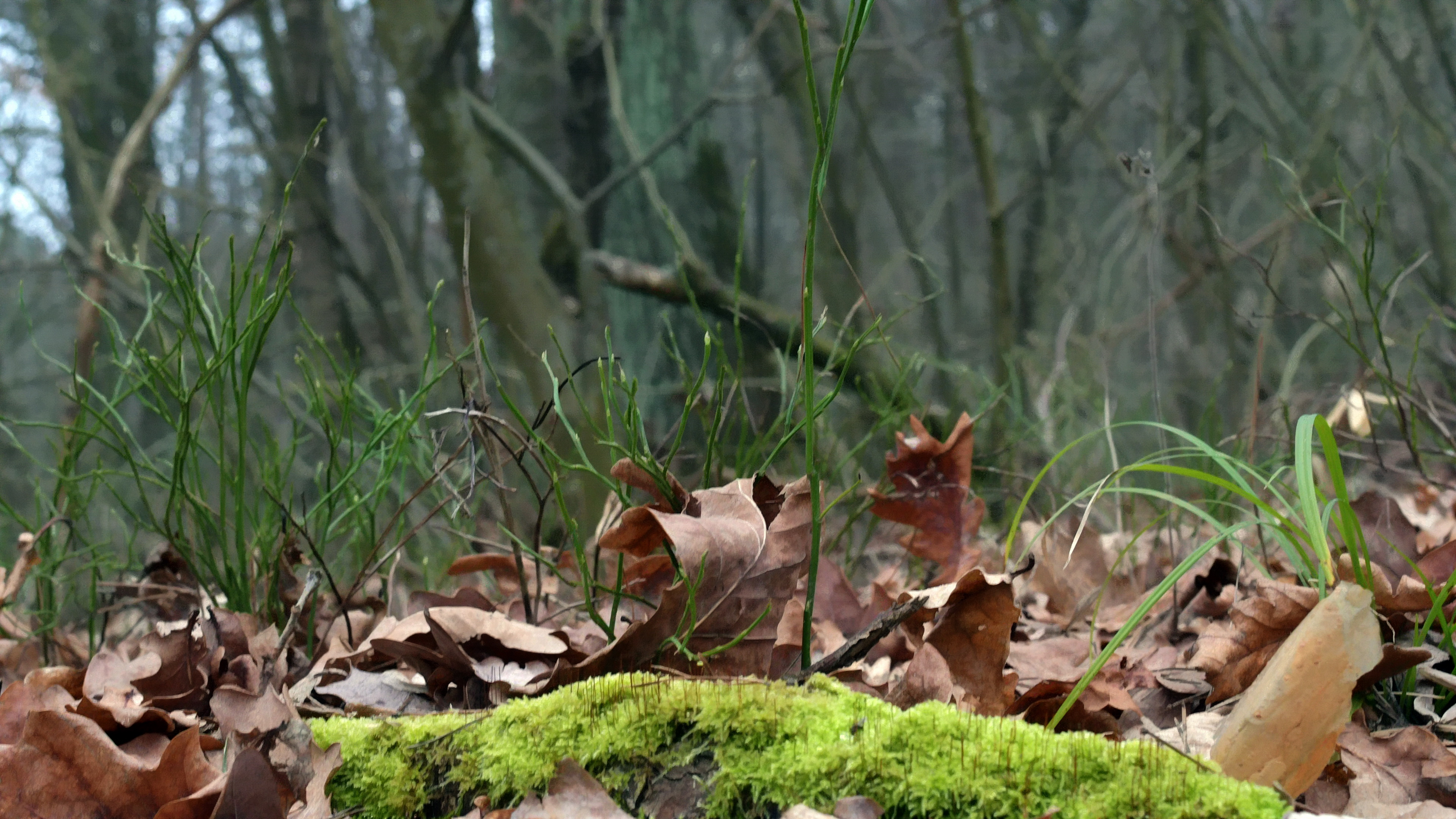
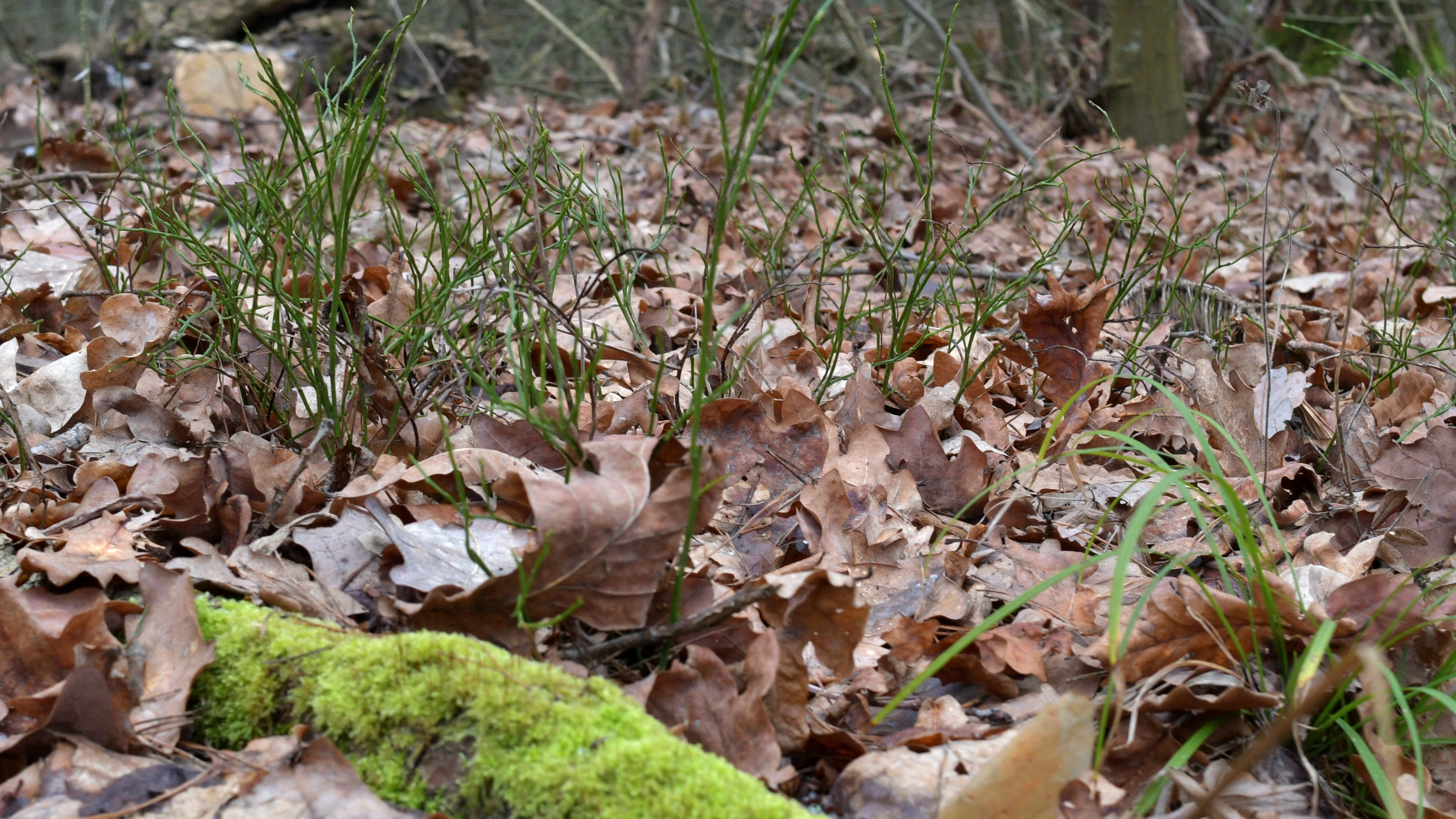